# Movistar TV (Perú)
Movistar TV (previamente conocida como Cable Mágico) es una proveedora de televisión por suscripción de cable y satélite operada por Telefónica del Perú S.A., empresa desde 2025 propiedad de Integra Tec, asociada al hombre de negocios José Luis Manzano. 

## Historia

### Inicios: Cable Mágico
Cable Mágico inició sus operaciones el 6 de septiembre de 1993, bajo la dirección de la entonces Compañía Peruana de Teléfonos (CPT), en su filial CPT Teledata (luego llamado Telefónica Multimedia). En un inicio su oferta se basó en los distritos limeños de San Isidro, Miraflores, Surco, San Borja, Magdalena, Ate y La Molina lanzando su primer canal exclusivo temático de deportes Canal 22 Deportivo.
En 1994, con la entrada de Telefónica del Perú, Cable Mágico pasó a formar parte de Telefónica Multimedia. En 1996 expandió su cobertura a toda la ciudad de Lima y algunas ciudades del Perú, también comenzó a ofrecer nuevos y más canales agrupándolos en paquetes, lanzando a finales de ese año el canal de servicio de guía de programación Prevue Latino (que en mayo de 1999 se renombra TV Guide Channel). Ese año lanzó su canal exclusivo temático de noticias Cable Mágico Noticias.
En 1997, lanza sus canales pay-per-view y los de adultos, también se lanza tres nuevos canales temáticos exclusivos: Cable Mágico Deportes (que reemplaza a Canal 22 Deportivo), Toros por Cable Mágico en canal 10 y Cable Mágico Cultural en canal 14.
En 1998, se reemplaza Toros por Cable Mágico por el nuevo canal de noticias del Diario Expreso llamado Cable Canal de Noticias (CCN), también reemplaza sus canales PPV por los prémium Moviecity y Cinecanal 2. 
En 1999, se lanza el canal de noticias del Diario El Comercio llamado Canal N, que comienza a competir con CCN. Además, Prevue Latino es renombrado TV Guide Channel.

### Años 2000
En 2000, Cable Mágico inició a ofrecer también el servicio de Internet de banda ancha, denominado Cable Net en las ciudades de Lima y Arequipa. También en ese año, adquiere los derechos de la Primera División del Perú y desde ese entonces transmitirán todos los partidos de los principales equipos de fútbol del Perú a través de Cable Mágico Deportes, cambiando de nombre comercial de Torneo Descentralizado a Copa Cable Mágico.
En febrero de 2001, Cable Mágico Noticias se convierte en Antena Informativa. En abril del mismo año Cable Canal de Noticias desapareció y fue reemplazado en el canal 10 por Cable Mágico Deportes en una mejor ubicación. Pero en julio de ese año se estableció en el canal 3 donde permanece en la actualidad, trasladando a TV Guide al canal 22. Después de renovar su parrilla en diciembre del mismo año, en enero de 2002, Cable Mágico tiene un conflicto con Claxson Interactive Group y elimina sus canales en la parrilla; sobre todo Locomotion, que se emitió desde finales de los años 1990 y que ganó fama por la serie South Park,lo que generó protestas en el frontis de la empresa. Pero ingresan nuevos como Disney Channel, Boomerang, etc. Asimismo Moviecity comienza a tener dos señales: este y oeste.
En mayo de 2003, desaparece Cable Mágico Cultural por falta de audiencia. Ya para el 2004 renovó su parrilla, agregó más canales y volvieron algunos canales de Claxson, también en noviembre del mismo año el canal Antena Informativa cambió de nombre a Plus TV manteniendo su formato cultural y de estilo de vida.
En 2006 lanzó al mercado su propio servicio de televisión satelital a nivel nacional para competir con DirecTV, también el mismo año se lanzó un nuevo canal de entretenimiento llamado Visión 20,el cual duró cuatro años.
En septiembre de 2008, Telefónica del Perú adquirió por más de $12 000 000 la operadora de televisión por cable Star Globalcom con presencia en Arequipa y Tacna que resultó en la adición de CMD, Plus TV y Canal N a la parrilla de canales de Star Globalcom. Desde el 1 de octubre del mismo año Cable Mágico inició un proceso de digitalización de su servicio de televisión empezando con el lanzamiento de la oferta de cable digital que ha reemplazado progresivamente el sistema analógico en Lima desde inicios del 2010. El nuevo servicio digital se caracteriza por ofrecer más canales que el analógico, incluyendo canales de audio y más canales prémium.
En enero de 2009 Visión 20 fue reemplazado por un nuevo canal femenino llamado Fem TV, desde julio del mismo año comenzó a ofrecer canales HD y el paquete estelar cableado se descontinuó en el servicio analógico en Lima. 
En enero, se elimina el canal TV Guide, debido a que cayó en desuso por el cable digital y el Internet.

### Cambio de nombre a Movistar TV
Desde el 22 de enero de 2011, por motivos de relanzamiento de marca, Cable Mágico cambia de nombre a Movistar TV. Como consecuencia, la Copa Cable Mágico es renombrada como Copa Movistar. Ese mismo año, se lanza un nuevo canal de noticias del Grupo RPP, llamado RPP TV, de forma exclusiva para Movistar. En noviembre, Fem TV es reemplazado por un nuevo canal juvenil llamado Yups Channel.
En 2013, CMD y Gol TV forman una alianza para las transmisiones de la Copa Movistar. En 2015, Yups Channel sale del aire y es reemplazado por un canal promocional de la operadora.
Desde 2016, el servicio de cable analógico es descontinuado en algunas ciudades del Perú. De esta manera, los usuarios existentes debieron migrar al servicio de cable digital con la visita de un técnico a domicilio para la instalación de los decodificadores necesarios para seguir recibiendo los canales. 
Ese mismo año, se lanzan dos nuevos canales exclusivos: Gol Perú, canal deportivo propiedad de Gol TV que transmitirá desde esa temporada en adelante la Copa Movistar, relegando a CMD de la transmisión luego de 16 años, y Movistar Música, un nuevo canal de videoclips y programas musicales. Movistar también lanzó al mercado su propia plataforma OTT denominada Movistar Play, únicamente disponible para sus suscriptores de televisión de pago o de telefonía celular. Desde el 29 de abril del mismo año, con la llegada de Gol Perú, CMD se renovó y se transformó en un canal polideportivo con la emisión de más deportes como voleibol, baloncesto, fútbol, golf y béisbol.
En mayo de 2017, con la renovación gráfica de la empresa Movistar, CMD y Plus TV cambian de nombre a Movistar Deportes y Movistar Plus, respectivamente.
El 15 de febrero de 2018 se lanzó el nuevo canal Movistar Series, cuya programación se basaba en series españolas y latinoamericanas.
En 2019, la Copa Movistar cambia de nombre a Liga 1 Movistar. Además, se lanza el nuevo canal de juegos electrónicos Movistar eSports Ubeat.
El 2 de enero de 2020 el canal Movistar Series cesó sus transmisiones y su contenido fue trasladado a la plataforma Movistar Play. El 6 de febrero Exitosa TV salió del aire en la cableoperadora y, tres meses más tarde, el 25 de mayo, Movistar eSports Ubeat sale del aire. El 1 de junio, Movistar TV eliminó de su oferta a AMC y El Gourmet. Años atrás ya había retirado Europa Europa, Film & Arts, Sundance TV y Más Chic. 
El 1 de julio, Movistar TV eliminó todos los canales de Televisa Networks (como Tlnovelas, Las Estrellas, De Película, Telehit Urbano, Univision, Golden y Golden Edge. Esta decisión generó críticas por parte de los clientes. Para compensarlo, ese mismo día Movistar TV agrega nuevos canales como TV Azteca Corazón, France 24, Ve Plus TV, PX Sports, USMP TV y SBN, mientras que exclusivamente en el servicio satelital se agregaron 13C, CNN Chile, Vía X, ¡Hola! TV y Cablenoticias. También regresó TV Azteca Mundo a la parrilla de canales. El 31 de julio Capital TV cesó sus transmisiones. El 29 de octubre Movistar TV retiró el canal religioso Orbe 21 de la oferta. El 10 de diciembre Movistar Música cesó sus emisiones.
El 1 de diciembre de 2021, Boomerang y Fox Sports son remplazados por Cartoonito y ESPN 4. El 15 de diciembre del mismo año, Movistar TV retira los canales Zee Mundo y SBN de su oferta.Ese mismo día, Exitosa TV es agregado nuevamente a la plataforma tras casi 2 años de haber sido retirado. 
El 1 de febrero de 2022, los canales de Star Premium cesan sus emisiones. Para comienzos de marzo del mismo año, Movistar TV elimina a RT en Español de forma temporal por la invasión rusa de Ucrania. 
El 1 de abril, cinco canales de Disney Media Networks Latin America (Disney XD, Star Life, FXM, National Geographic Wild y Nat Geo Kids) cesaron sus emisiones por la decisión de The Walt Disney Company de eliminar canales de televisión bajo su control para enfocarse en la industria del streaming a través de los servicios Disney+ y Star+. Esta decisión también generó críticas por parte de los clientes. 
Ese mismo día se agregaron nuevos canales cómo Lolly Kids, Clover Channel, Canal UCL, Tooncast y El Tiempo Televisión (estos últimos dos previamente en exclusiva por satélite). Además, en el servicio satelital, fueron agregados Kanal D Drama y France 24, previamente solo disponbiles en el servicio de cable. El 3 de abril, Movistar TV retiró el canal RT en Español
El 1 de julio, elimina todos los canales de Ole Distribution de su oferta. En su lugar, ingresaron Star TVE, TV Azteca Cinema, Pasiones, Love Nature, Vía X Esports, Sun Channel (solo en satélite) y 24 Horas (previamente en exclusiva por satélite). Además, regresaron a la platarforma los canales de AMC Networks International Latin America a la parrilla de Movistar TV como Europa Europa, Más Chic, Film & Arts, AMC y El Gourmet. En noviembre, Viva TV es eliminada de la oferta de canales a pedido de su gerente general, Ricardo Belmont Vallarino, uno de los hijos de Ricardo Belmont Cassinelli
El 23 de marzo de 2023, Toros cierra y es reemplazado por TeenNick en el servicio de cable. El 26 de junio del mismo año, TBS es reemplazado por TNT Novelas por decisión de Warner Bros. Discovery Latin America. El 1 de julio de 2023, Movistar TV retira el canal HBO del paquete estelar y es añadido al Paquete HBO, solamente accesible mediante previa suscripción. Como compensación, ingresa TeenNick al servicio satelital y DHE en el servicio de cable. 
El 15 de agosto, Movistar TV elimina a Azteca Internacional, TV Azteca Corazón y TV Azteca Cinema de su catálogo de canales. En su lugar, ingresan Las Estrellas Internacional y Tlnovelas y se agrega a Nativa TV solamente en el servicio de cable. El 11 de septiembre, Movistar habilita las señales HD de Film & Arts, CNN en Español, Telefe Internacional, Antena 3 Internacional y de otros canales más. El 31 de octubre, TruTV es reemplazado por Adult Swim. El 15 de diciembre, Movistar TV retira a Quality Channel de su parrilla de canales. 
El 1 de marzo de 2024, Glitz e I.Sat son eliminados de la plataforma de Movistar TV por decisión de Warner Bros. Discovery Latin America. Ese mismo día ingresa Clan en el servicio de cable y NickMusic en el servicio satelital. El 8 de abril del mismo año, ingresa el canal TV Libertad. El 1 de agosto, Movistar Plus cambia de nombre a Plus TV Life. El 23 de septiembre, Willax Televisión cambió de posición y pasó del canal 16 al 12. En noviembre, Plus TV Life acorta su nombre a Plus Life.
El 1 de enero de 2025, el canal Lolly Kids cambia de nombre a Kids Stars. El 5 de enero se agregara el canal Atreseries Internacional en el servicio de cable 
En enero, Movistar TV comenzó a reducir el número de canales (en especial las señales HD) por cambios en el satélite Amazonas 2. Un mes después, los canales regresaron en su señal SD, mientras que los canales de audio de Stingray Music, también retirados en enero, permanecieron ausentes. Sin embargo, se eliminaron aún más canales como HBO, RAI, 24 Horas Chile, todos los canales de AMC Networks, etc. Para compensar estas pérdidas, Movistar agregó a Discovery World, Discovery Theater y Singray Concert (todas en SD). BBC News, también en el servicio satelital, fue trasladado del paquete estelar al paquete estándar. Debido a estas modificaciones, el servicio satelital en Chile cambió la numeración de los diales en donde los canales estaban posicionados..
El 1 de marzo, Movistar TV elimina todos los canales de AMC Networks de su servicio de cable y quita de su oferta de cable a Eurochannel, 24 Horas Chile y WOBI. Por su parte RCN Nuestra Tele Internacional fue eliminado tanto en cable como satélite. En este último servicio, se eliminó la señal HD de DHE. Para compensar, ingresan por cable los canales PBO, A la cocina TV, Top Latino TV, Latina Digital, Plim Plim TV, MTV 00s, Nuevo Tiempo y DayStar. En el servicio satelital, Baby TV, Nick Jr, TeenNick, Sun Channel, France 24, El Trece Internacional, El Tiempo Televisión y Atreseries Internacional pasaron del paquete estelar al paquete estándar. aunque solamente los clientes que ya tenían contratado el paquete HD podrán visualizar estos 8 canales, teniendo solamente el paquete estándar contratado. Con estos cambios, solamente quedan en el bloque estelar Discovery Science, Zona Latina, TyC Sports Internacional, Golf Channel y Fox News, mientras tanto en el servicio de cable CNN en Español HD y Antena 3 Internacional HD también pasan al paquete estándar y solamente clientes que tienen contratado el paquete HD pueden vizualizar estos 2 canales.
El 1 de abril, Movistar TV retira al canal Kids Stars de su servicio satelital, y entra en su lugar el canal Plim Plim TV.
El 29 de mayo, por errores en el servicio satelital, HBO Family es eliminado y sustituido por la señal SD de HBO. Los cambios fueron revertidos el 31 de mayo. 
El 9 de junio de 2025, el servicio satelital sufrió cortes. Algunos canales no se podían acceder, consecuencias de posibles fallas en el Amazonas 2. El 16 de junio, ocurrió nuevamente un corte de señal en la plataforma satelital que afectó a varios canales. Cuando estos volvieron al aire, en el dial de Las Estrellas Internacional (381) apareció la imagen de una cruz roja en un fondo blanco tapando el lado izquierdo de la pantalla. Esta cruz desapareció al amanecer pero reapareció en la noche, y es eliminada el 18 de junio. No se conocen el motivo de estos cambios. Un día después, el 19 de junio, Movistar TV reincorporó la señal SD de HBO en satélite.
El 1 de julio de 2025, Movistar TV retira Las Estrellas Internacional, Sun Channel, Star TVE y WOBI en satélite. Reingresan Tlnovelas, Pasiones y Rai Italia. Willax y DHE SD son incorporados al satélite. 
El 7 de julio de 2025 ingresa Trivu TV en el servicio de cable.
Al iniciar agosto de 2025, algunos canales empezaron a tener fallas en el servicio satelital, como cortes de señal, pixileos, imagen en negro, etc, en las madrugadas, debido al desgaste del Amazonas 2.

### Movistar TV
Es el servicio de televisión por cable digital y es comercializado por la empresa en varias ciudades. Posee en su programación canales exclusivos de producción peruana.

### Movistar TV App
Es la plataforma en línea de la operadora de televisión. Incluye la transmisión de canales en vivo, además de un catálogo multimedia que consiste en películas, deportes, series y programación infantil, disponible de forma gratuita para todo suscriptor del servicio de televisión paga.

### Movistar TV Satelital
Fue el servicio de Televisión satelital de la empresa, el cual era comercializado mayormente en zonas rurales, en playas o en zonas urbanas que no cuenten con cobertura del servicio de cable. Esto se debió a su convenio con Hispasat y PanamSat. Desde 2022 ya no se ofrece el servicio satelital.

## Canales exclusivos
Ofrece tres canales exclusivos que no son propiedad de Movistar TV.
- Canal N: canal de noticias nacionales e internacionales propiedad del Grupo Plural TV. Disponible en el canal 8 SD y 708 HD.
- Golperu: es un canal de fútbol propiedad del Consorcio Fútbol Perú (CFP), transmite los partidos de local de Sport Boys y Universitario de Deportes, participantes de la Liga 1. Disponible en el canal 14 SD y 714 HD.[44]
- Monterrico TV/JNE TV: es un canal que comparte las dos señales de TV, en la primera con programación en la emisión hípica con transmisiones desde el Hipódromo de Monterrico. Es propiedad del Jockey Club del Perú. La segunda con programación electoral del Jurado Nacional de Elecciones, en convenio con Movistar. Disponible en el canal 516 SD.[45]

## Canales exclusivos de producción propia
Movistar TV posee tres canales exclusivos de producción propia, producidos por Media Networks (empresa afiliada a Telefónica del Perú).
- Movistar Deportes: es un canal deportivo que cubre los principales eventos deportivos nacionales e internacionales. Actualmente se encuentra disponible en el canal 3 SD y 703 HD.[46] El nombre anterior de este canal era Cable Mágico Deportes (CMD).
- Plus Life: es un canal temático de la operadora con programación original producida localmente, enfocado al estilo de vida hogareño. El primer nombre de este canal era Plus TV, y luego fue cambiado a Movistar Plus.
- Movistar Eventos: es un canal dónde se emiten eventos de cualquier índole: conciertos, deportes, etc. Actualmente se encuentra disponible en el canal 514 SD y 801 HD, y por el momento transmite publicidad de Movistar y de sus canales exclusivos.
  - Movistar Eventos 2: es la segunda señal hermana de Movistar Eventos. Solo se encuentra disponible para algunos partidos de Eliminatoria Sudamericanas y no haya espacio en los otros canales. Actualmente se encuentra disponible en el canal 515 SD y 802 HD.

## Canal internacional
Ofrece un canal internacional disponible en Estados Unidos y Latinoamérica (excepto en Perú). Propiedad de Movistar TV.
- Perú Mágico: es un canal dirigido a la comunidad peruana en el exterior, su programación está compuesta por programas de Plus Life, Movistar Deportes y Canal N.

## Canales desaparecidos
- Cable Mágico Noticias (CMN), fue un canal de noticias que ocupaba la frecuencia del canal 6. Inició sus transmisiones en 1996, en reemplazo de CNN International que se movió al canal 35. Dejó de emitirse el 8 de febrero de 2001 siendo reemplazado por Antena Informativa.
- Toros por Cable Mágico, era un canal de tauromaquia peruano que estaba en l.a frecuencia 10 en 1997, moviendo a BBC World al canal 58, y que solamente transmitía las corridas de toros en vivo. Dejó de emitir en 1998 para dar paso a Cable Canal de Noticias.
- Cable Mágico Cultural (CMC), fue un canal cultural variado que ocupaba los canales: 14 (1 de noviembre de 1997-31 de diciembre de 2001), 20 (1 de enero-31 de diciembre de 2002) y 37 (1 de enero-30 de abril del 2003). Deja de transmitir el 1 de mayo del 2003.
- Cable Canal de Noticias (CCN), era un canal de noticias del grupo del Diario Expreso, por temas políticos este canal fue sacado del aire el 15 de abril de 2001. Ocupaba la frecuencia 10 y fue reemplazado por CMD que estaba en el canal 22 pero luego se mudó en julio del mismo año al canal 3.
- Antena Informativa (AI), fue otro canal de noticias que en el año 2002 cambió a su actual formato cultural y de estilo de vida. Reemplazó al desaparecido Cable Mágico Noticias, comenzó a emitir el 8 de febrero de 2001 y cambió de nombre el 1 de noviembre de 2004 a PlusTV (actualmente Plus TV Life desde 2024).
- Cable Mágico TV, canal promocional que ocupaba el canal 17, comenzó el 1 de junio de 2002 y dejó de emitirse el 31 de diciembre de 2003. Volvió el 1 de octubre de 2008 por el canal 14 para transmitir todo sobre Evolución Cable Mágico (beneficios, nuevos canales, nuevos servicios, fechas de entrega de decodificadores en cada sector, etc.) pero dejó de emitirse el 30 de septiembre de 2009, prácticamente un año después.
- Visión 20 (V20), fue un canal de entretenimiento propiedad de Inhaus Producciones, ocupaba las frecuencias: 20 (20 de noviembre de 2006-30 de septiembre de 2008) y 22 (1 de octubre de 2008-15 de marzo de 2009). Comenzó su emisión el 20 de noviembre de 2006, reemplazando a Retro que se movió al canal 35 y dejó de emitirse el 15 de marzo de 2009 siendo reemplazado por Fem TV.
- Fem TV fue un canal dirigido al público femenino, propiedad de Inhaus Producciones. Ocupaba las frecuencias: 22 (15 de marzo-30 de septiembre de 2009) y 14 (1 de octubre de 2009-31 de octubre de 2011). Comenzó su emisión el 15 de marzo de 2009 y se deja de transmitir el 31 de octubre de 2011 por falta de audiencia, siendo reemplazado por Yups luego de unos días.
- Yups Channel fue un canal peruano producido en Argentina, que inició su emisión el 21 de noviembre del 2011. Yups era un proyecto de canal juvenil de Argentina, producido por Cris Morena y RGB, este proyecto se canceló, dejando en suspenso el futuro de este canal. En el 2011, Media Networks Latinoamérica (empresa del grupo Telefónica del Perú), retoma el proyecto de RGB y Cris Morena para lanzar el canal Yups y se estrena en el Perú a través de las pantallas de Movistar TV. El canal estuvo en las siguientes frecuencias: 14 (21 de noviembre de 2011-23 de febrero de 2014) y 15 (24 de febrero de 2014-1 de abril de 2015). El 1 de abril del 2015, el canal desaparece por falta de audiencia.
- Promotional Channel, era un canal que se dedicaba a transmitir la programación de los canales que Cable Mágico ofrecía, así como también ofrecer los servicios de este canal al público, entra al aire el 1 de noviembre del 2000 en reemplazo de UCTV Chile (señal internacional de Canal 13 de Chile que por problemas económicos cerró) y dejó de emitir el 31 de marzo de 2002. Estuvo en las siguientes frecuencias: 63 (1 de noviembre de 2000-31 de diciembre de 2001) y 17 (1 de enero-31 de marzo de 2002). A mediados del 2015, regresa con el nombre de Canal Promocional (en reemplazo de Yups Channel) y en abril de 2016 desapareció definitivamente.
- Lima 2019: fue un canal lanzado el 19 de marzo del 2019. Su programación consistió en los eventos deportivos de los Juegos Panamericanos y Parapanamericanos Lima 2019. Finalizó sus emisiones el 2 de septiembre del mismo año mostrando una pancarta de agradecimiento.
- Movistar Series: fue un canal exclusivo de Movistar con programación compuesta de series de producción española y latinoamericana, lanzado el 15 de febrero de 2018. El 2 de enero de 2020 cesó sus emisiones en Perú trasladando todo su contenido a Movistar TV App.
- Movistar eSports Ubeat: fue un canal que emite todo lo relacionado con eSports, solamente estaba disponible en el servicio de cable. En el año 2020 el canal dejó de emitirse.
- Movistar Música: fue un canal musical, exclusivo de la operadora que emitía videoclips musicales hechos en Perú y programas de entrevistas a artistas locales, aunque después empezó a emitir videoclips variados. El 10 de diciembre de 2020 cesó sus emisiones.
- U TV: canal deportivo con licencia del Club Universitario de Deportes. Fue una propuesta de canal prémium, previo pago de S/. 12.90 al mes adicional al paquete de Movistar TV. Estuvo disponible en los canales 17 SD y 717 HD como señal de prueba pero nunca inició transmisiones y desapareció.[47]
- Q Channel: fue un canal de televentas las 24 horas del día, propiedad de la empresa Quality Products. Estuvo disponible en el canal 33 SD y 733 HD.[48]El 15 de diciembre del 2023, el canal cesa sus emisiones.

## Logotipos

2011-2017
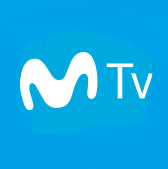
2017-presente